# Parras de la Fuente, Durango
Parras de la Fuente är en ort i Mexiko.   Den ligger i kommunen Durango och delstaten Durango, i den centrala delen av landet, 700 km nordväst om huvudstaden Mexico City. Parras de la Fuente ligger 1 867 meter över havet och antalet invånare är 686.
Terrängen runt Parras de la Fuente är en högslätt. Runt Parras de la Fuente är det ganska tätbefolkat, med 60 invånare per kvadratkilometer. Närmaste större samhälle är Victoria de Durango, 13,0 km väster om Parras de la Fuente. Trakten runt Parras de la Fuente består till största delen av jordbruksmark.